# Jamie Hampton
Jamie Hampton (n. Fráncfort del Meno, Alemania; 8 de enero de 1990) es una tenista profesional desde septiembre de 2009 alemana nacionalizada estadounidense. En su carrera ha ganado 5 torneos ITF de dobles y de individuales. También ha llegado a una final WTA de dobles en 2011.

## Títulos WTA (0; 0+0)

### Individuales (0)
| Leyenda                    |
| Grand Slam (0)             |
| WTA Tour Championships (0) |
| Premier Mandatory (0)      |
| Premier 5 (0)              |
| Premier (0)                |
| International (0)          |

#### Finalista (1)
| N.º | Fecha               | Torneo     | Superficie | Oponente en la final | Resultado |
| --- | ------------------- | ---------- | ---------- | -------------------- | --------- |
| 1.  | 22 de junio de 2013 | Eastbourne | Hierba     | Elena Vesnina        | 2-6, 1-6  |

### Dobles (0)
| Leyenda                    |
| Grand Slam (0)             |
| WTA Tour Championships (0) |
| Premier Mandatory (0)      |
| Premier 5 (0)              |
| Premier (0)                |
| International (0)          |

#### Finalista (1)
| N.º | Fecha                    | Torneo | Superficie | Pareja          | Oponentes en la final            | Resultado        |
| --- | ------------------------ | ------ | ---------- | --------------- | -------------------------------- | ---------------- |
| 1.  | 18 de septiembre de 2011 | Quebec | Dura       | Anna Tatishvili | Raquel Kops-Jones Abigail Spears | 0-6, 6-3, [6-10] |